# Red Hawk

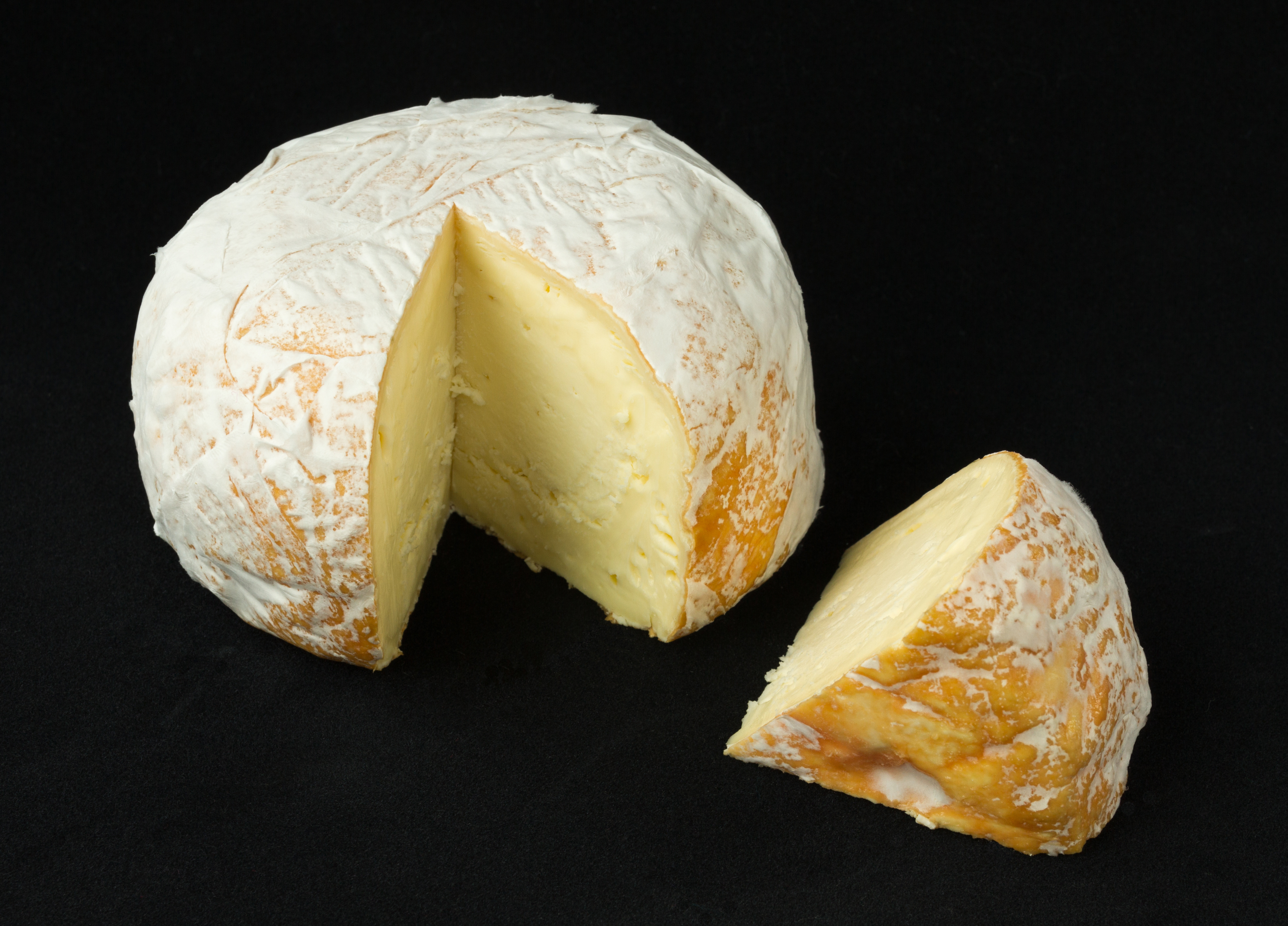
Un Red Hawk.

Red Hawk est un fromage au lait de vache à pâte molle à croûte lavée fabriqué en Californie par l'entreprise Cowgirl Creamery. Il a été créé en 2001.